# 涙のつぼみたち
「涙のつぼみたち」（なみだのつぼみたち）は、三浦理恵子の1枚目のシングル。1991年2月14日にポニーキャニオンから発売された。

## 概要
三浦理恵子がポニーキャニオンより発売したデビュー・シングルとなった。CoCoから初めてのソロデビューとなる。オリコンチャートでは10位を記録。

## 収録曲
1. 涙のつぼみたち [4:03]
作詞：及川眠子、作曲：都志見隆、編曲：船山基紀
2. グッバイフレンズ [3:37]
作詞：和泉ゆかり、作曲：山口美央子、編曲：船山基紀